# Distretto di Rachiv
Il distretto di Rachiv (in ucraino Рахівський район?) è un distretto nell'oblast' della Transcarpazia in Ucraina. Il suo centro amministrativo è la città di Rachiv. Ha una popolazione di 82 034 abitanti.
Il 18 luglio 2020, come parte della riforma amministrativa dell'Ucraina, il numero di distretti dell'oblast della Transcarpazia è stato ridotto a sei e l'area del distretto di Rachiv è stata notevolmente ampliata.